# Festival d'échecs de Prague
Le festival d'échecs de Prague est une compétition d'échecs organisée chaque année, au printemps, depuis 2019 à Prague. Le festival comprend plusieurs tournois fermés qui opposent dix joueurs et un tournoi « open ».

## Tournoi principal (Masters)
| Édition Année | Édition Année | Vainqueur                          | Points (/ 9) | Deuxième(s)                                                      | Points | Troisième           | Points | Quatrième(s)                                                | Points | Cinquième(s)                                  | Points |
| ------------- | ------------- | ---------------------------------- | ------------ | ---------------------------------------------------------------- | ------ | ------------------- | ------ | ----------------------------------------------------------- | ------ | --------------------------------------------- | ------ |
| 1             | 2019          | Nikita Vitiougov                   | 5,5          | Vidit Santosh Gujrathi                                           | 5      | Radosław Wojtaszek  | 5      | Jan-Krzysztof Duda                                          | 5      | Boris Guelfand                                | 5      |
| 2             | 2020          | Alireza Firouzja (après départage) | 5            | Vidit Santosh Gujrathi                                           | 5      | Jan-Krzysztof Duda  | 5      | David Antón Guijarro                                        | 5      | Samuel Shankland                              | 5      |
| 3             | 2021          | Samuel Shankland                   | 5,5          | Jan-Krzysztof Duda                                               | 5      | Radosław Wojtaszek  | 4      | Thai Dai Van Nguyen                                         | 3,5    | Nidjat Abassov                                | 3,5    |
| 4             | 2022          | Pentala Harikrishna                | 5,5          | Lê Quang Liêm                                                    | 5      | Thai Dai Van Nguyen | 5      | Samuel Shankland                                            | 5      | David Navara                                  | 5      |
| 5             | 2023          | Ray Robson                         | 5,5          | Bogdan-Daniel Deac                                               | 5,5    | Pentala Harikrishna | 5      | David Navara Sam Shankland Haïk Martirossian Vincent Keymer | 4,5    |                                               |        |
| 6             | 2024          | Nodirbek Abdusattorov              | 6,5          | Rameshbabu Praggnanandhaa Thai Dai Van Nguyen Parham Maghsoodloo | 5      |                     |        |                                                             |        | Dommaraju Gukesh Richárd Rapport David Navara | 4,5    |
| 7             | 2025          | Aravindh Chithambaram              | 6            | Rameshbabu Praggnanandhaa Anish Giri Wei Yi                      | 5      |                     |        |                                                             |        | Ediz Gurel Vincent Keymer                     | 4,5    |

## Tournoi B (Challengers)
| Édition Année | Édition Année | Vainqueur(s)         | Points (/ 9)         | Deuxième(s)          | Points               | Troisième                                         | Points               | Quatrième            | Points               | Cinquième                       | Points               |
| ------------- | ------------- | -------------------- | -------------------- | -------------------- | -------------------- | ------------------------------------------------- | -------------------- | -------------------- | -------------------- | ------------------------------- | -------------------- |
| 1             | 2019          | David Antón Guijarro | 6                    | Jan Krejčí           | 5,5                  | Ju Wenjun                                         | 5                    | Peter Michalík       | 5                    | Jiří Štoček                     | 4,5                  |
| 2             | 2020          | Jorden van Foreest   | 6                    | Nidjat Abassov       | 5,5                  | Andreï Essipenko                                  | 5,5                  | Kacper Piorun        | 5                    | Mateusz Bartel                  | 5                    |
| 3             | 2021          | Tournoi non organisé | Tournoi non organisé | Tournoi non organisé | Tournoi non organisé | Tournoi non organisé                              | Tournoi non organisé | Tournoi non organisé | Tournoi non organisé | Tournoi non organisé            | Tournoi non organisé |
| 4             | 2022          | Vincent Keymer       | 6,5                  | Hans Niemann         | 6,5                  | Nodirbek Abdusattorov                             | 6                    | Krishnan Sasikiran   | 5                    | Jerguš Pecháč                   | 4                    |
| 5             | 2023          | Mateusz Bartel       | 6,5                  | Alexandre Motylev    | 6                    | Paulius Pultinevičius Benjámin Gledura Jan Vykouk | 5                    |                      |                      |                                 |                      |
| 6             | 2024          | Ediz Gurel           | 6,5                  | Jaime Santos Latasa  | 6                    | Erwin l'Ami Abhimanyu Mishra                      | 5,5                  |                      |                      | Anton Korobov                   | 5                    |
| 7             | 2025          | Nodirbek Yakubboev   | 7                    | Jonas Bjerre         | 7                    | Marc'Andria Maurizzi                              | 6                    | Ma Qun               | 5,5                  | Václav Finěk Iván Salgado López | 4                    |

## Tournoi open
- 2019 : Hannes Stefánsson (7,5 / 9)
- 2020 : Akash G ; Jerguš Pecháč ; Johan-Sebastian Christiansen (7,5 / 9)
- 2021 : Marcin Krzyżanowski (1er) ; Felix Blohberger (2e) : 7 / 9[8],[9]
- 2022 : Aleksandr Motyliov (8 / 9)[10]
- 2023 : Vojtěch Plát, Jakub Fus, Tomáš Polák (7,5 / 9)
- 2024 : Stamátis Koúrkoulos-Ardítis (8 / 9)[11]
- 2024 : Thomas Beerdsen (1er) ; Karen H. Grigorian (2e) : 7,5 / 9

## Autres tournois
Un tournoi de jeunes : Futures (Espoirs) est organisé ainsi que des tournois de parties rapides et de blitz.